# Дорошівська сільська територіальна громада
Дорошівська сільська територіальна громада — територіальна громада в Україні, у Вознесенському районі Миколаївської області. Адміністративний центр — село Дорошівка.
Площа громади — 149,67 км², населення — 2757 мешканців (2018).
Утворена 18 листопада 2016 року шляхом об'єднання Білоусівської та Дорошівської сільських рад Вознесенського району.

## Населені пункти
До складу громади входять 8 сіл: Білоусівка, Дорошівка, Новоукраїнка, Троїцьке, Трудове, Шевченко, Щербані та Щербанівське: .